# 三角戰術
三角進攻（英語：Triangle offense），籃球比賽的進攻戰術之一。這個戰術構想，最早始於山姆·貝瑞，他將這個戰術落實在南加州大学校隊上。在1940年代，教練泰克斯·温特，在堪薩斯大學重新定義了這套體系，形成現代的三角進攻戰術。教練菲尔·杰克逊將這套戰術引進NBA，應用在芝加哥公牛與洛杉磯湖人。
三角戰術最大的特點，是以中鋒為中心，站在低位，前鋒站在側翼，而後衛站在角落，形成邊線三角形。球隊另一個後衛站在罰球區，而另一名前鋒，站在弱側的高位，形成雙人搭擋。進攻的重點，在於站好這五個位置，在選手之間創造良好的空間，每個人都可以隨時快速傳球給另外四名隊友。每次進攻與傳球都有特定目的，而戰術成功的關鍵取決於防守。

## 運作模式
這套戰術的需求非常高。第一，需要至少2位身手全面、單打能力出色的球員；第二，場上五人都要具備一定的戰術素養；第三，球權平均分配，場上五人都要能投能傳。也因為這套戰術太過複雜，能夠成功導入的球隊很少，在應用上不如擋拆戰術廣泛。

## NBA
在NBA，最早使用這套戰術的是菲尔·杰克逊。在菲爾·傑克遜擔任總教練之前，底特律活塞兩度在東區決賽中擊敗芝加哥公牛，他們設計了喬丹法則來專門防守麥可·喬丹。菲爾·傑克遜說服麥可·喬登交出球權，分享給隊友，在泰克斯·温特的協助下，將三角戰術導入芝加哥公牛，協助公牛獲得六次NBA總冠軍。以迈克尔·乔丹、史考提·皮朋兩人為球隊中心，在前期，兩人與霍雷斯·格兰特形成三角，後期，則由丹尼斯·罗德曼搭配。
1999年，菲尔·杰克逊任洛杉磯湖人總教練，導入三角戰術。前期以沙奎尔·奥尼尔及科比·布莱恩特為中心，配合霍雷斯·格兰特、格倫·萊斯、羅伯特·霍里等，取得三次總冠軍；在俠客·歐尼爾被交易出去後，以科比·布莱恩特和保罗·加索尔為核心，搭配慈善·世界和平，取得二次總冠軍。

## 代表球隊
- 芝加哥公牛（1985–1998）
- 洛杉矶湖人（1999–2004、2005–2011）

## 代表人物
- 山姆·貝瑞（英语：Sam Barry）、泰克斯·温特、菲尔·杰克逊

## 並非無敵
儘管禪師拿下11枚冠軍戒指，但三角戰術還是有踢到鐵板的例子。

### 三角戰術的弱點
1.本身太過複雜，難以成功推廣。
2.就算是禪師率領的公牛和湖人，三角戰術最後也很可能被場上太多的變數簡化為球星單打取分，形成另類的過度依賴球星。

### 破解之道
- 強勢的禁區雙塔
- 大量的3D球員
- 充沛的板凳戰力

### 典型案例
- 底特律活塞2004年總冠軍戰局數4比1大勝洛杉磯湖人
- 奧蘭多魔術首次晉身總冠軍戰
- 達拉斯小牛隊史首冠